# Amytornis rowleyi
Amytornis rowleyi — вид горобцеподібних птахів з родини малюрових (Maluridae).

## Таксономія
Вважався підвидом трав'янчика вусатого (Amytornis striatus ). Виокремлений в окремий вид у липні 2020 році.

## Поширення
Ендемік Австралії. Трапляється на хребті Форсайт на заході Квінсленда.